# Автошлях Т 0902
Автошлях Т 0902 — автомобільний шлях територіального значення в Івано-Франківській області. Проходить територією Рожнятівського та Богородчанського районів. Загальна довжина — 46,5 км.